# Молочна змія
Молочна змія (Lampropeltis triangulum) — неотруйна змія з роду Королівська змія родини Вужеві. Має 25 підвидів. Інша назва «червона королівська змія».

## Опис
Загальна довжина коливається від 70 см до 1,5 м. Спостерігається статевий диморфізм — самки більші за самців. Голова невелика, морда затуплена. Очі помірного розміру. Тулуб стрункий, масивний. Забарвлення червоне з численними чорними та білими поперечними смугами. Розмір та кількість цих смуг коливається у різних підвидів. На спині може бути чорна смуга уздовж хребта, також присутня чорна пляма поміж очей.

## Спосіб життя
Полюбляє гірську місцину, передгір'я. Практично усе життя проводить на землі. Активна вдень, хоча залежно від температури може полювати також вночі або у присмерку. Харчується ящірками, мишопобідними, дрібними зміями.
Це яйцекладна змія. Самиця відкладає від 3 до 24 яєць.

## Розповсюдження
Мешкає у провінції Онтаріо (Канада), на сході США, Мексиці, у Центральній Америці, Колумбії, Еквадорі та Венесуелі.

## Підвиди
- Lampropeltis triangulum abnorma
- Lampropeltis triangulum amaura
- Lampropeltis triangulum andesiana
- Lampropeltis triangulum annulata
- Lampropeltis triangulum arcifera
- Lampropeltis triangulum blanchardi
- Lampropeltis triangulum campbelli
- Lampropeltis triangulum celaenops
- Lampropeltis triangulum conanti
- Lampropeltis triangulum dixoni
- Lampropeltis triangulum elapsoides
- Lampropeltis triangulum gaigae
- Lampropeltis triangulum gentilis
- Lampropeltis triangulum hondurensis
- Lampropeltis triangulum micropholis
- Lampropeltis triangulum multistrata
- Lampropeltis triangulum nelsoni
- Lampropeltis triangulum oligozona
- Lampropeltis triangulum polyzona
- Lampropeltis triangulum sinaloae
- Lampropeltis triangulum smithi
- Lampropeltis triangulum stuarti
- Lampropeltis triangulum syspila
- Lampropeltis triangulum taylori
- Lampropeltis triangulum triangulum